# Civitella del Tronto
Civitella del Tronto es una localidad italiana de los Abruzos, en la provincia de Teramo. Con una fortaleza española y un paisaje muy característico, el pueblo de 5402 habitantes fue incluido en la lista del pueblos más bellos de Italia.
En 1557 fue asediada por Francisco de Guisa ante un grupo de españoles.
Entre 1860-1861 fue asediada por tropas del reino de Cerdeña  ante las tropas del reino de las Dos Sicilias. Fue el último lugar en ser tomado antes de la desaparición del reino de Dos Sicilias.

## Demografía
| Gráfica de evolución demográfica de Civitella del Tronto entre 1861 y 2001 |
|                                                                            |
| Fuente ISTAT - elaboración gráfica de Wikipedia                            |